# لا موئلا
لا موئلا (به اسپانیایی: La Muela) یک دهستان در اسپانیا است که در استان ساراگوسا واقع شده‌است. لا موئلا ۱۴۳ کیلومتر مربع مساحت و ۲٬۸۵۸ نفر جمعیت دارد.

## خواهرخوانده
شهر سانتو دومینگو خواهرخواندهٔ لا موئلا هست.